# Paratanais monodi
Paratanais monodi är en kräftdjursart som beskrevs av Elena Borisovna Makkaveeva 1971. Paratanais monodi ingår i släktet Paratanais och familjen Paratanaidae. Inga underarter finns listade i Catalogue of Life.